# A/UX
A/UX (Apple Unix) – wersja systemu Unix stworzona przez firmę Apple.
System został wydany po raz pierwszy w roku 1988, a po raz ostatni w 1995. A/UX działał na Macintoshach z procesorem M68000 – nie został przeniesiony na platformę PowerPC. Pierwsze wydanie oparto na Systemie V Release 2, lecz wprowadzono w nim kilka rozwiązań z BSD (m.in. gniazda – ang. sockets). Podstawowa wersja kosztowała 9297 USD. System wymagał 2 Mb RAM na każdego łączącego się użytkownika (maks. 1+2 zdalnych) oraz kości PMMU. Wersja 1.1 zdobyła w 1989 roku nagrodę pisma BYTE w kategorii Excellence.
System był zgodny z normą POSIX. Dystrybuowany był z dwoma interfejsami graficznymi: z Finderem (używanym w klasycznym Mac OS) i z X Window.